# Bunda (Distrikt)
Bunda ist ein Distrikt der Region Mara in Tansania, das Verwaltungszentrum liegt in der Stadt Bunda. Der Distrikt grenzt im Norden an die Distrikte Musoma und Butiama, im Osten an den Distrikt Serengeti, im Süden an die Region Simiyu und im Westen an den Victoriasee. Eingeschlossen ist der Distrikt Bunda (TC).

## Geographie
Der Distrikt Bunda hat eine Größe von 2343 Quadratkilometer und 243.822 Einwohner (Volkszählung 2022). Von der Fläche entfallen 189 Quadratkilometer auf den Victoriasee im Westen. Das Land liegt in einer Höhe von 1100 bis 1300 Meter über dem Meer. Das Klima ist tropisch, Aw nach der effektiven Klimaklassifikation. Im Tiefland regnet es jährlich zwischen 700 und 900 Millimeter, in den höheren Lagen 900 bis 1250 Millimeter. Die Niederschläge fallen in zwei Regenzeiten. Kurze Regenschauer fallen in den Monaten August bis Dezember, längere Regen gibt es von Februar bis April. Die Temperatur hängt von der Höhenlage ab, sie liegt in den Regenzeiten bei 22 Grad Celsius und in den Trockenzeiten bei 28 Grad Celsius.

## Geschichte
Der Distrikt wurde im Jahr 1984 eingerichtet.

## Verwaltungsgliederung
Bunda besteht aus 19 Bezirken (Wards):
- Butimba
- Chitengule
- Hunyari
- Igundu
- Iramba
- Kasuguti
- Ketare
- Kibara
- Kisorya
- Mihingo
- Mugeta
- Namhula
- Nampindi
- Nansimo
- Neruma
- Nyamang'uta
- Nyamihyoro
- Nyamuswa
- Salama

| Die Bevölkerung wuchs von 201.164 Einwohnern im Jahr 1988 auf 258.930 im Jahr 2002 und auf 335.061 im Jahr 2012. Das bedeutet, dass das jährliche Wachstum von 1,8 Prozent auf 2,6 Prozent zunahm. Über sechzig Prozent der über Fünfjährigen sprachen Swahili, zwölf Prozent Swahili und Englisch, etwa ein Viertel waren Analphabeten (Stand 2012, vor der Abspaltung von Bunda TC). Im Jahr 2022 lebten 243.822 Menschen in 44.756 Haushalten. | Hier fehlt eine Grafik, die leider im Moment aus technischen Gründen nicht angezeigt werden kann. Wir arbeiten daran! |

- Bildung: Für die schulische Ausbildung sorgen hundert öffentliche und vier private Grundschulen sowie siebzehn öffentliche und zwei private weiterführende Schulen.[7] In den öffentlichen Grundschulen unterrichteten 1145 Lehrer 70.000 Schüler (Stand 2017).[8]
- Gesundheit: Die medizinische Betreuung besorgen ein privates Krankenhaus, fünf Gesundheitszentren und 22 Apotheken (Stand 2017).[9]

| Die wichtigsten wirtschaftlichen Tätigkeiten sind Landwirtschaft, Fischerei und kleine Gewerbebetriebe. - Landwirtschaft: Neunzig Prozent der Bevölkerung sind in der Landwirtschaft beschäftigt. Im Erntejahr 2015/2016 waren die größten Anbauflächen für Mais (22.000 Hektar), Hirse (14.000 Hektar), Baumwolle (11.000 Hektar) und Maniok (10.000 Hektar). Die höchsten Erträge brachten Mais (27.000 Tonnen), Reis (20.000 Tonnen), Hirse (16.000 Tonnen) und Süßkartoffel (10.000 Tonnen). Von der Landbevölkerung hielten 98 Prozent der Haushalte Nutztiere, vor allem Geflügel, Ziegen und Rinder (Stand 2012). - Fischerei: In 38 Dörfern wurden 1000 Tonnen Fisch gefangen (Stand 2015/2016). | Hier fehlt eine Grafik, die leider im Moment aus technischen Gründen nicht angezeigt werden kann. Wir arbeiten daran! |

- Tourismus: Die Hauptattraktionen sind Tierbeobachtungen in der Serengeti und Vogelbeobachtungen am Victoriasee.[10]
- Verkehr: Die wichtigste Straßenverbindung ist die Nationalstraße T4 von Mwanza nach Kenia, die den Distrikt von Süden nach Norden durchquert.[12]

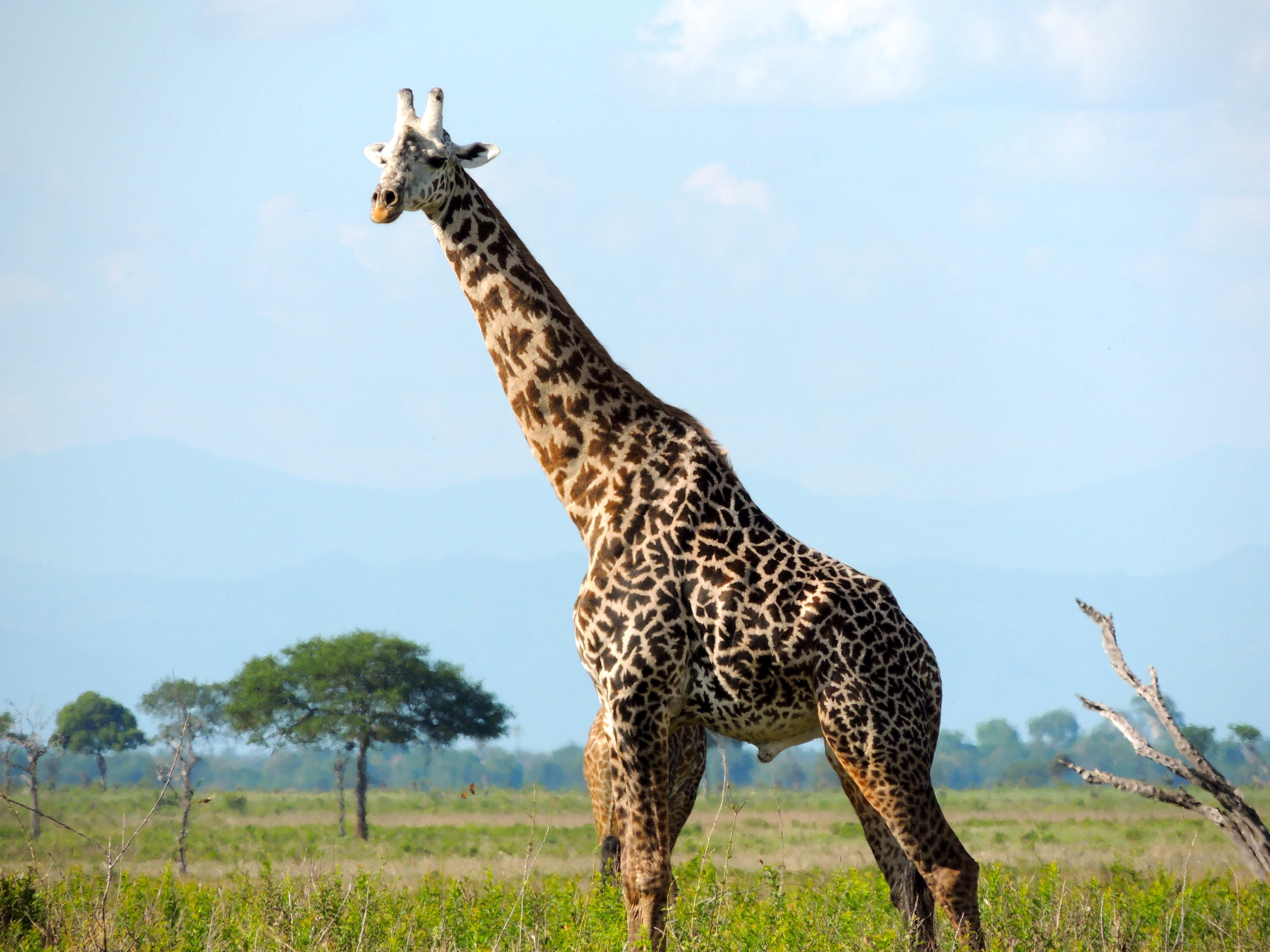
Giraffe im Serengeti-Nationalpark

## Naturschutzgebiete, Sehenswürdigkeiten
- Serengeti-Nationalpark: Im Südosten hat der Distrikt Anteil am 14.763 Quadratkilometer großen Serengeti-Nationalpark, der 1951 eingerichtet und 1981 zum UNESCO-Welterbe erklärt wurde. Er ist für die jährliche Wanderung von 1,3 Millionen Gnus, 60.000 Zebras und 150.000 Gazellen bekannt.[13][14][15]
- Victoriasee: Im Westen des Distriktes liegt der Victoriasee auf einer Seehöhe von 1134 Meter. Er ist mit 69.000 Quadratkilometer der zweitgrößte See der Erde und beherbergt 200 Fischarten, von denen der Viktoriabarsch der ökonomisch wichtigste ist.[16]
- Grumeti-Wildreservat: Nördlich an die Serengeti anschließend wurde im Jahr 1994 dieses 2000 Quadratkilometer große Jagdrevier eingerichtet.[17][18]